# Cephalota chiloleuca
Cephalota chiloleuca – gatunek chrząszcza z rodziny biegaczowatych i podrodziny trzyszczowatych.

## Taksonomia
Gatunek ten opisany został po raz pierwszy w 1820 roku przez Johanna Fischera von Waldheima pod nazwą Cicindela chiloleuca.

## Morfologia
Chrząszcz o ciele długości od 11 do 14 mm. Z wierzchu ubarwienie ma miedzianobrązowe do zielonego z jasnym wzorem na pokrywach tworzącym bardzo szeroką, szerszą niż u Cephalota litorea obwódkę łączącą przepaski poprzeczne i ku przodowi sięgającą barków lub urwaną tuż przed nimi, nie wyciągniętą ku tarczce. Na policzkach pod oczami brak jest owłosienia. Episternity przedpiersia porośnięte są gęstym, białym owłosieniem. Odnóża mają golenie metaliczne z rudymi czerwonawymi nasadami.

## Ekologia i występowanie
Owad halofilny, zasiedlający solniska. W obrębie zasolonych mokradeł wykazuje wąską preferencję do mikrosiedlisk o suchszym podłożu.
Gatunek palearktyczny o środkowoazjatyckim typie rozsiedlenia. Znany jest z Węgier, Rumunii, Bułgarii, Mołdawii, Ukrainy, Turcji, południowej Rosji, Kazachstanu, Mongolii, Chin i Korei Południowej.